# Сеньково (Княжицкий сельсовет)
Се́ньково (бел. Сенькава) — деревня в составе Княжицкого сельсовета Могилёвского района Могилёвской области Республики Беларусь. Расположена в 8 километрах на запад от Могилёва. По западной окраине деревне течёт река Лахва (приток Днепра).

## История
Упоминается в 1642 году как центр имения в Оршанском повете ВКЛ. В 1785 году сельцо с 26 дворами и 125 жителями, центр имения, шляхетская собственность. 
В 1858 году деревня со 70 жителями мужского пола. Хозяин имения имел здесь в 1882 году 316 десятин земли и мельницу.
В 1897 году в Сеньково 37 дворов и 245 жителей. Рядом располагался одноимённый фольварок. Работала школа грамоты, которая в 1908 году была преобразована в земскую, располагалась в съёмном помещении. В 1909 году здесь 41 двора и 309 жителей. На базе старой школы после революции создана рабочая школа 1-й ступени, в которой в 1925 году обучалось 39 учеников. 
4 декабря 1924 года в деревне создана садово-огородная артель «Звезда». 
В 1930 году организован колхоз, который позже получил имя К. Е. Ворошилова. Во время Великой Отечественной войны с июля 1941 года по 27 июня 1944 года деревня была оккупирована немецкими войсками. 
В 1990 году Сеньково состояло из 80 дворов и 206 жителей, деревня относилось к колхозу «Авангард» (центр в деревне Сумароково). Здесь размещалась производственная бригада, ферма крупного рогатого скота, магазин.